# Batalla de Adén (2018)
La batalla de Adén fue un conflicto desarrollado en la ciudad yemení de Adén entre el Consejo de Transición del Sur y el gobierno yemení en torno a la sede del país en Adén.

## Antecedentes
En Yemen, los separatistas han pedido durante mucho tiempo la independencia del Sur, que fue independiente hasta 1990. Ya hubo dos intentos divididos, la Guerra Civil Yemení (1994) y la insurgencia del sur de Yemen (2009-2014).
El Consejo de Transición del Sur fue creado en mayo de 2017. El gobernador de Aden Aidarus al-Zubaidi, recientemente destituido por el presidente Abdrabbuh Mansur Hadi, se convirtió en su líder. 
La Asamblea Nacional del Sur, compuesta por 303 miembros de todas las provincias del sur, celebró su primera sesión parlamentaria en Adén el 26 de diciembre de 2017.
En medio de tensiones entre el Consejo de Transición del Sur apoyado por los Emiratos Árabes Unidos y el gobierno de Hadi respaldado por Arabia Saudita en Adén, el CTS anunció el 21 de enero que derrocaría al gobierno dentro de una semana a menos que el presidente Hadi destituyera a todo su gabinete, incluido el primer ministro Bin Daghr. Además, el CTS declaró el estado de emergencia. El gobierno respondió prohibiendo las protestas en Adén, pero el CTS organizó una manifestación contra el gobierno el 28 de enero.
La semana pasada, antes de la batalla, los separatistas del CTS le pidieron al presidente Hadi que destituyera al primer ministro Bin Dagher y a algunos ministros por corrupción. El plazo establecido por los separatistas para el presidente Hadi expiró el día del inicio de la batalla.

## Inicio de la batalla
El 28 de enero se produjeron enfrentamientos armados en Adén, cuando las fuerzas de seguridad leales al gobierno de Hadi intentaron evitar que los manifestantes pro-CTS ingresaran a la ciudad. Según los informes, los distritos afectados por los combates son Khormaksar, al-Mansoura y Dar Sad, y las protestas se llevan a cabo en la plaza de al-Orouth. Se informa que las fuerzas pro-CTS tomaron varias oficinas gubernamentales, incluida la sede del gobierno de Hadi.